# Ujeta
Ujeta (izviren angleški naslov: Shut In) je francosko-kanadski psihološki triler iz leta 2016. Film je delo režiserja Farrena Blackburna in scenaristke Christine Hodson, v njem pa igrajo Naomi Watts, Oliver Platt, Charlie Heaton, Jacob Tremblay, David Cubitt, in Clémentine Poidatz.